# Brevoortia patronus
Brevoortia patronus (Goode, 1878) è un pesce osseo marino appartenente alla famiglia Clupeidae.

## Descrizione
L'aspetto di questo clupeide è abbastanza simile a quello dell'affine Brevoortia tyrannus con corpo alto e piuttosto compresso lateralmente. Non ci sono denti ma l'apice della mascella superiore ha un "dentino" mediano. Gli scutelli (scaglie rigide lungo il profilo ventrale) sono evidenti. Le scaglie lungo la linea laterale sono leggermente più grandi delle altre. Le pinne ventrali hanno il bordo interno arrotondato.
Il colore è grigio bluastro sul dorso e verdastro con riflessi dorati sui fianchi. È presente una macchia nera dietro l'opercolo, spesso seguita da una o più linee formate da punti scuri sui fianchi.
La taglia massima è di 35 cm, normalmente non supera però i 20 cm.

## Distribuzione e habitat
Questa specie è endemica del Golfo del Messico. Le segnalazioni dal mar dei Caraibi non sono confermate.
Si tratta di un pesce pelagico costiero che effettua migrazioni verso acque profonde fino a 50 metri nella stagione fredda. È una specie eurialina che può tollerare acqua da quasi dolce a salinità del 60 per mille, quindi superiori a quelle marine. La maggior parte delle catture avviene in acque salmastre tra il 5 e il 24 per mille di salinità. Penetra nelle lagune sia d'acqua dolce che ipersalina.

## Biologia
Gregario, forma densi banchi soprattutto durante l'alimentazione.

### Alimentazione
Si nutre per filtrazione di fitoplancton ma probabilmente può cibarsi anche sul fondo di organismi del benthos.

### Riproduzione
Pare avvenga in inverno. I giovanili dapprima sono pelagici quindi penetrano in acqua salmastra dove si accrescono.

## Pesca
È una specie importante per la pesca commerciale degli Stati Uniti. Viene impiegata prevalentemente per la produzione di olio di pesce, secondariamente viene consumata fresca o sotto forma di farina di pesce.